# Le Tricheur (roman)
Pour les articles homonymes, voir Tricheur (homonymie).
Le Tricheur est le premier roman de Claude Simon publié en 1945 aux éditions du Sagittaire.

## Éditions
- Le Tricheur, éditions du Sagittaire, 1945.